# Diocèse de Rottenburg-Stuttgart
Le diocèse de Rottenburg-Stuttgart (en latin : dioecesis Rottenburgensis-Stutgardiensis ; en allemand : Diözese Rottenburg-Stuttgart) est une église particulière de l'Église catholique en Allemagne, située dans le Wurtemberg.
Érigé en 1821, son siège est la cathédrale Saint-Martin de Rottenburg près de Tübingen.
Il est suffragant de l'archidiocèse de Fribourg-en-Brisgau.

## Territoire
|                                     | Diocèse de Wurtzbourg              | Archidiocèse de Bamberg |
| Archidiocèse de Fribourg-en-Brisgau | du diocèse de Rottenburg-Stuttgart | Diocèse d'Augsbourg     |
|                                     |                                    |                         |

Le diocèse de Rottenburg-Stuttgart confine : au nord, avec le diocèse de Wurtzbourg ; au nord-est, avec l'archidiocèse de Bamberg ; à l'est, avec le diocèse d'Augsbourg ; et, à l'ouest, avec l'archidiocèse de Fribourg-en-Brisgau. Il couvre le Wurtemberg, partie orientale du Bade-Wurtemberg.

## Histoire
Le diocèse de Rottenburg est érigé le 16 août 1821, par la bulle Provida solersque du pape Pie VII, en remplacement du diocèse de Constance.

## Cathédrales et basiliques
La cathédrale Saint-Martin de Rottenburg est l'église cathédrale du diocèse.
L'église Saint-Éberhard de Stuttgart (de) en est la co-cathédrale.
Le diocèse compte trois basiliques mineures :
- la basilique Saint-Martin de Wiblingen (de), ancienne abbatiale de l'abbaye de Wiblingen ;
- la basilique Saint-Martin de Weingarten (de), ancienne abbatiale de l'abbaye de Weingarten ;
- la basilique Saint-Vit d'Ellwangen (de), ancienne abbatiale de l'abbaye d'Ellwangen.

## Évêques

### Évêques de Rottenburg
- Johann Baptist von Keller
- Josef von Lipp
- Karl Joseph von Hefele
- Wilhelm von Reiser
- Franz Xaver von Linsenmann
- Paul Wilhelm Keppler (de)
- Joannes Baptista Sproll
- Carl Joseph Leiprecht
- Georg Moser

### Évêques de Rottenburg-Stuttgart
- Georg Moser
- Walter Kasper
- Gebhard Fürst
- Klaus Krämer